# Jean Dacquay
Jean Paul Dacquay (* 17. Dezember 1927 in Cléguérec; † 27. November 2014 in Le Chesnay) war ein französischer Radrennfahrer und nationaler Meister im Radsport.

## Sportliche Laufbahn
Dacquay war im Straßenradsport aktiv. Als Amateur gewann er die nationale Meisterschaft im Straßenrennen 1951 sowie die Tour d'Île-de-France. Bei den Straßenradsport-Weltmeisterschaften wurde er 14. im Amateurrennen.
1954 bis 1960 war er Unabhängiger und Berufsfahrer. Als Radprofi fuhr er für das Radsportteam Mercier. 1954 gewann er das Etappenrennen Tour du Sud-Ouest vor Francis Siguenza. 1955 siegte er bei Bordeaux–Saintes. Etappensiege gelangen ihm in der Algerien-Rundfahrt 1953, in der Tour du Sud-Est 1954, in der Marokko-Rundfahrt 1955 und im Grande Prémio Vila 1960. 1957 wurde er Zweiter in der Tour de l’Ouest hinter Pierre Gouget. Dritte Plätze belegte er im Circuit de la Haute-Savoie 1953 und im Grand Prix de Fourmies 1958.
Die Tour de France bestritt er viermal. 1953 wurde er 55., 1955 38., 1954 und 1958 beendete er die Rundfahrt nicht.